# Cameraria walsinghami
Cameraria walsinghami is een vlinder uit de familie van de mineermotten (Gracillariidae). De wetenschappelijke naam van de soort werd voor het eerst geldig gepubliceerd in 1981 door Opler & Davis.